# 方纫秋
方纫秋（1929年9月11日—2019年2月6日），上海人，中国足球教练，上海足坛名宿，曾经担任中国国家队主教练。

## 生平
方纫秋出生于上海，毕业于上海晋元中学，并加盟了当时由著名裁判邓效良组织的精武队。1952年，方纫秋入选中华人民共和国第一代国家足球队，是第一批国脚中较著名的球员之一。退役后，他担任了中国青年队和中国国二队的主教练，又被派遣到柬埔寨支援当地的足球运动。回国后，方纫秋成为国家队主教练，不过由于在友谊赛中输球而被解任，继而被派遣到非洲支援体育事业。
1980年，上海足球队第一次从中国顶级联赛降级，被上海体委直接解散，回国的方纫秋临危请命，重组球队，不但第一年就重返甲级联赛，而且率队夺得了1983年第五届全运会的冠军。此后方纫秋由于年事渐高，退出了一线工作，由助手王后军接手上海队。
此后他长期是上海足球最具影响力的人物之一，多次被上海政府推选为“智囊团”成员研究上海足球的发展问题，担任过上海足协副主席、中国足协科研委员会副主任等职务。
2019年2月6日，方纫秋逝世，享年90岁。